# Ynysybwl and Coed-y-Cwm
Ynysybwl and Coed-y-Cwm är en community i Storbritannien.   Den ligger i kommunen Rhondda Cynon Taf och riksdelen Wales, i den södra delen av landet, 220 km väster om huvudstaden London.
Den består av byarna Ynysybwl, Coed-y-Cwm och omgivande landsbygd.